# Fort Myers Beach
Fort Myers Beach – miasto w Stanach Zjednoczonych, w stanie Floryda, w hrabstwie Lee.